# جاده ری-قم

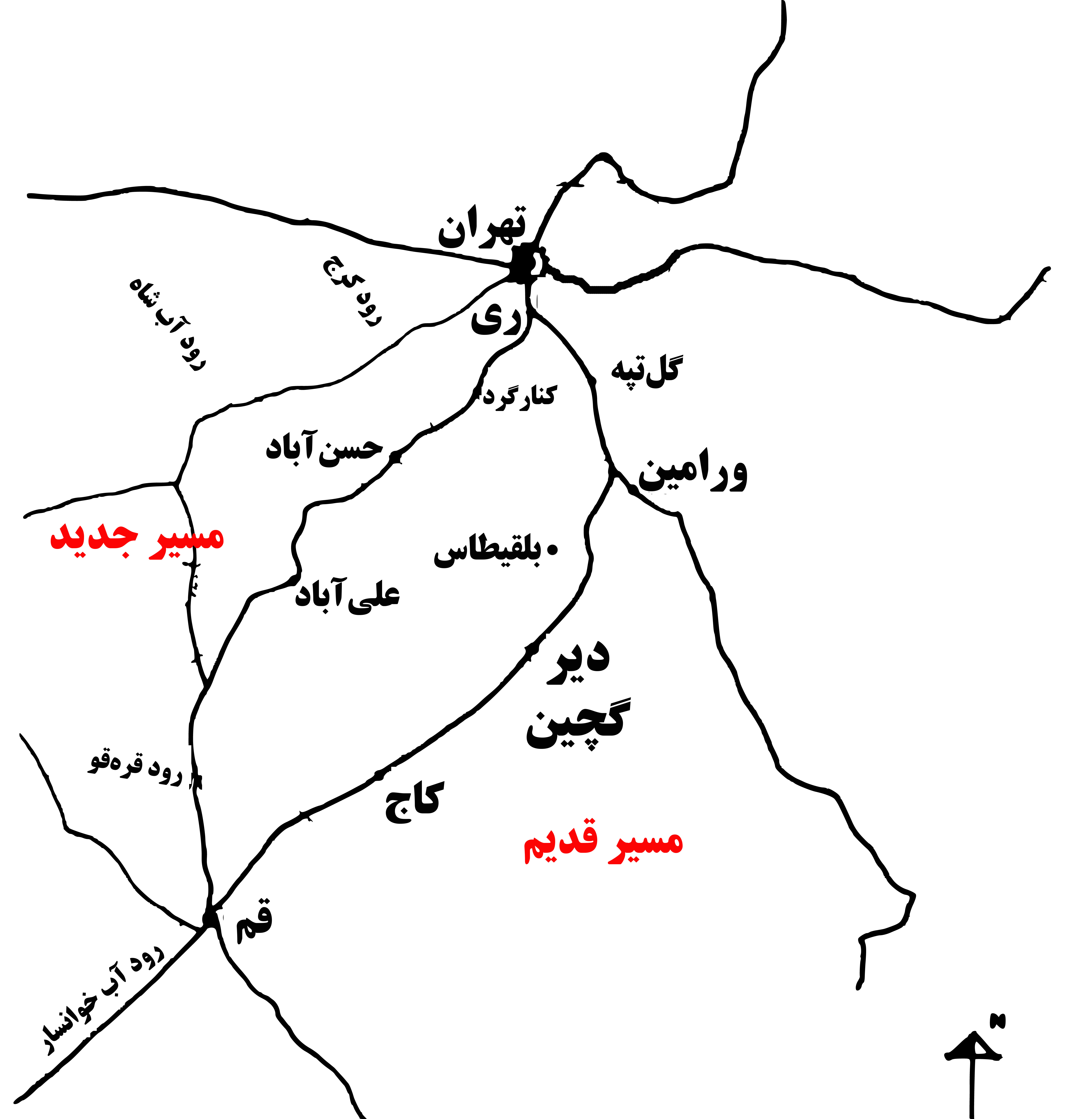
مسیر قدیم، مسیر دیر گچین است و مسیر جدید، مسیر حسن‌آباد که در دوره قاجار ساخته شده‌است.

راه ری به قم مجموعه مسیرهایی است که ری را به قم متصل می‌کنند. دو راه اصلی این مسیر، یکی مسیری است که از سمت ورامین آغاز شده و از کاروانسرای دیر گچین می‌گذرد و دیگری مسیری است که از حسن‌آباد آغاز شده و به قم می‌رسد. راه امروزی رسیدن از تهران و ری به قم، یعنی آزادراه ۷ (اتوبان تهران به قم)، تقریباً منطبق با راه حسن‌آباد است که با گذشتن از حسن‌آباد، علی‌آباد و کوشک نصرت به قم منتهی می‌شود.
قدیمی‌ترین متنی که از راه ری به قم در آن صحبت شده‌است، کتاب الأعلاق النفيسة اثر ابن رُسته اصفهانی (درگذشته بعد از ۲۹۰ هجری قمری) است. طبق گفته او از قم تا قاریس یک منزل (به معنای خانمان) به طول هشت فرسنگ، از قاریس تا دیر گچین نُه فرسنگ، از دیر تا دزه یک منزل و از دزه تا ری نیز یک منزل بوده‌است. ابن رسته در جای دیگری از کتاب فاصله دزه تا ری را هفت فرسنگ گفته اما اشاره‌ای به فاصلهٔ دیر گچین تا دزه نکرده‌است. اصطخری و بازدیدکنندگان بعدی این بنا از قاریس نامی نبرده‌اند، و به‌جایش از روستایی بدون سکنه به‌نام کاج نام برده‌اند. این روستا بعدها احیا شده و همچنان وجود دارد.
طبق گفته‌های اصطخری، مقدسی، و ابن حوقل منازل میان ری و قم در این راه باستانی به این صورت بوده‌اند:
مسیر دیر گچین از ری تا دزه (در حدود ورامین) یک منزل و از دزه تا دیر گچین یک منزل و از دیر گچین تا ده کاج یک منزل و از آن‌جا تا دیه مجوس یک منزل و از آن‌جا تا قم نیز یک منزل راه بوده و این راه مجموعاً دارای پنج منزل بوده‌است. راه‌های دیگر این مسیر به این صورت بوده‌اند:
1. جادهٔ شاه‌عباسی، که از گرمسار به کاروانسرای سیاه‌کوه و سپس به شمال دروازه امام رسیده، از آن‌جا و از کنارهٔ شمالی دریای نمک به پل دلاک، کوه‌سفید، قمرود، و از آن‌جا به قم منتهی می‌شده‌است؛
2. جادهٔ باستانی ری به دیر گچین، که از شمال‌غرب دریاچه نمک با جادهٔ شاه‌عباسی یکی می‌شد و از طریق پل دلاک، کوه‌سفید، و قمرود به قم می‌رسید؛
3. مسیر ری به کهریزک، کنارگرد، قلعه حوض سلطان (شمال دریاچه حوض سلطان)، قلعه حیدرآباد (جنوب دریاچه) و از پل دلاک، کوه‌سفید، قمرود به قم می‌رسیده‌است؛
4. جادهٔ ری به حسن‌آباد، قلعه‌سنگی، کوشک نصرت، منظریه به قم.

راه دیر گچین قدیمی‌ترین راه و راه حسن‌آباد جدیدترین آن‌هاست.

## یادداشت
1. ↑  Qaris